# Gorham (Maine)
Pour les articles homonymes, voir Gorham (homonymie).
Gorham est une ville américaine située dans le comté de Cumberland, dans l’État du Maine.
Gorham abrite l'un des trois campus de l'université du sud du Maine.

## Population
Selon le recensement de 2000, la population de Gorham s'élève à 14 141 habitants.

## Source de traduction
- (en) Cet article est partiellement ou en totalité issu de l’article de Wikipédia en anglais intitulé « Gorham, Maine » (voir la liste des auteurs).